# Eiheiji (Fukui)
Eiheiji (jap. 永平寺町 Eiheiji-chō) – miasto w Japonii, na wyspie Honsiu, w prefekturze Fukui. Według danych na rok 2020 miejscowość zamieszkiwało 18 965 mieszkańców , a gęstość zaludnienia wyniosła 200,8 os./km².